# Taifa Huelva en Saltés

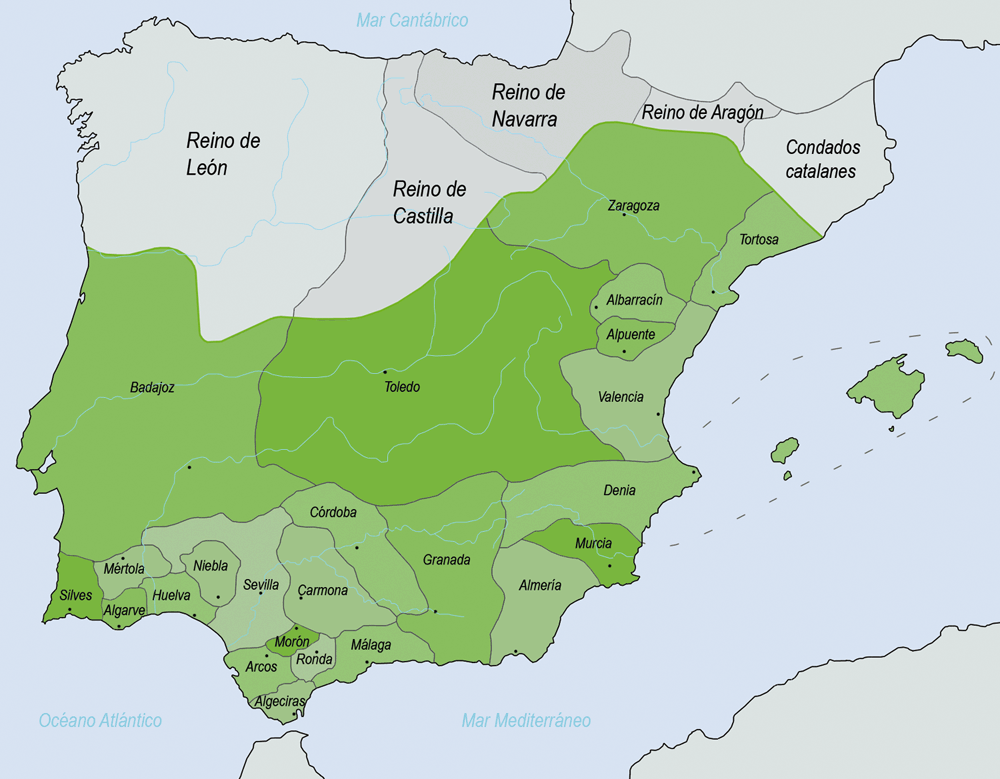
Ligging t.o.v. andere taifa's

De taifa Huelva en Saltés of emiraat Walba en Xaltix was een emiraat (taifa) in de regio Andalusië, in het zuidwesten van Spanje. De stad Huelva (Walbà) was de hoofdplaats van de taifa. Isla de Saltés (Xaltix) vormde ook een deel van de taifa. De taifa maakte deel uit van Gharb Al-Andalus ("West Al-Andalus").
De taifa werd na de val van het kalifaat Córdoba rond 1012 gesticht door Abd al-Aziz al-Bakri Izz ad-Dawla. Als voormalig onderdeel van de kurah Labla (een district binnen het kalifaat) werd het gebied onafhankelijk verklaard. Andere delen van de kurah vielen aan de taifa Niebla. Vanaf 1051 werden alle delen van de taifa door Al-Mu'tadid, emir van de taifa Sevilla, veroverd. Ten slotte viel ook Saltés in ca. 1053.

## Emir
Banu Bakri (of Bahri)
- Abd al-Aziz al-Bakri Izz ad-Dawla: 1012/13–ca. 1053
- Aan taifa Sevilla: ca. 1053